# Nokia N97
Nokia N97 là một điện thoại màn hình cảm ứng điện thoại di động trong Nseries điện thoại thông minh của Nokia, với một bàn phím QWERTY trượt (1 AZERTY có sẵn ở Pháp). Công bố vào ngày 02 tháng 12 năm 2008, N97 là điện thoại màn hình cảm ứng thứ hai của Nokia (sau khi Nokia 5800 XpressMusic) dựa trên nền tảng hệ điều hành Symbian S60 phiên bản thứ 5.

## Phát hành
Nokia N97 đã được phát hành trong các cửa hàng hàng đầu của Hoa Kỳ vào ngày 09 tháng 6 năm 2009, [5] và vào ngày 26 tháng sáu, năm 2009 đã được phát hành trên toàn thế giới. Trong tháng 9 năm 2009, nó đã được báo cáo là 2.000.000 N97 thiết bị cầm tay đã được bán trong ba tháng sau khi phát hành .
N97 xuất xưởng với phiên bản dùng thử của Quick Office, Adobe Reader, Boingo và JoikuSpot phí cũng như của Nokia Ovi Maps và Ovi store.
Phần mềm đầu tiên đã đón nhận nhiều, khiến việc phát hành firmware mới trong tháng 10 năm 2009. Nokia phát hành firmware mới với di chuyển động cho N97 để giải quyết những vấn đề chính hiện nay trong các phần mềm thiết bị đưa ra với.
Kể từ tháng 10 năm 2009, N97 Mini có sẵn mà là một phiên bản cắt giảm của N97. N97 Mini được xem như là một cải tiến hơn bản gốc N97.

## Tổng quan
- Kiểu trượt cảm ứng sành điệu
- Camera 5 MP, camera phụ thực hiện videocall
- Bộ nhớ 32 GB, RAM 128 MB
- Chức năng định vị GPS
- Chức năng Out-Tivi, jack tai nghe 3.5mm
- Pocket Office (Word, Excel, PowerPoint, PDF viewer)
- Chỉnh sửa hình ảnh và Video
- Flash Lite 3
- Kết nối 3G, Wifi, Bluetooth

## Thông số kỹ thuật
- Hệ điều hành:Symbian Series 60, 5th
- Kiểu dáng:Cảm ứng
- Bàn phím Qwerty:Có
- Kích thước:117.2 x 55.3 x 17 mm
- Trọng lượng (g):150
- Ngôn ngữ:Tiếng Anh, Tiếng Việt
- Chức năng cảm ứng

- Cảm biến gần tự động tắt
- Cảm biến tự động xoay màn hình
- Nhận dạng chữ viết tay
- Loại:TFT, 16 triệu màu
- Độ phân giải:360 x 640 pixels
- Kích thước:3.5 inches
- Cảm ứng:Cảm ứng điện trở
- Băng tần 2G	GSM 850/900/1800/1900
- Băng tần 3G:HSDPA 900/2100
- GPRS:Class 32
- 3G:HSDPA 3.6 Mbps
- Wifi:802.11 b/g, UPnP technology
- Trình duyệt:HTML, RSS feeds, Wap 2.0/xHTML
- GPS:A-GPS
- Bluetooth:Có, V2.1 với A2DP
- Loại pin: Pin Nokia BP-4L